# Кашин-Оболенский, Александр Васильевич
Алекса́ндр Васи́льевич Ка́шин-Оболе́нский († после 1542) — князь, наместник и воевода в правление Василия III Ивановича и Ивана IV Васильевича. Второй из четверых сыновей князя Василия Владимировича Оболенского-Каши, из рода Кашины-Оболенские.

## Биография
Упоминался на службе у удельного князя калужского Семёна Ивановича (1508), младшего брата великого князя Василия III Ивановича. Шестой воевода в Большом полку на р. Угре (1509). Отправлен с полком левой руки «на берег» против крымского царевича Ахмат-Гирея Хромого «з братьею» (май 1512). После ухода «царевичей с украины» послан в составе большого полка 7-м воеводой на Угру.
Водил полк первым воеводой правой руки «изо Ржевы… в литовскую землю» (зима 1515). Второй воевода в полку левой руки на р. Вашане (1516). Второй воевода полка правой руки «в Мещере… на Толстике» (1517), откуда был направлен на Вашану. Водил «изо Ржевы… в литовскую землю» полк правой руки (июль 1519), после чего ходил 2-м воеводой с полком левой руки из Великих Лук к Полоцку. Первый воевода на р. Угре (1520).
Послан в Стародуб наместником (апрель 1525-1526). Стоял в Одоеве под началом главного воеводы князя Ивана Михайловича Воротынского (начало 1527). На свадьбе великого князя Василия III Ивановича с Еленой Глинской был "у изголовья великой княгини" (28 января 1526). Подписался на поручной записи по князю Михаилу Львовичу Глинскому (февраль 1527). Третий воевода в составе большого полка защищал под Тулой белёвские, одоевские и тульские волости от крымских татар (февраль 1527). В том же году, по получении известия о движении татар к Одоеву направлен с большим полком к Одоеву 2-м воеводой.
Наместник в Рязани (1527-1529).
Стоял «на Резани за городом» в связи с угрозой нападения крымских татар (1530). Ходил с большим полком в Тулу, так как «приходили крымские люди на одоевские места и на тульские» (февраль 1531). В июле того же года стоял «против Осетра» 2-м воеводой, затем был направлен в Одоев «по путивльским вестем» 2-м воеводой в большом полку. По прибытии на место принял командование над передовым полком. Второй воевода «в Белёве на Бобрике» (май 1533).
Стародубский воевода (1534). При нём киевский воевода Андрей Немирович осадил Стародуб и выжег его предместья, но, устрашенный смелой вылазкой русских под начальством Андрея Левина, обратился в бегство, и князю Александру Васильевичу удалось захватить и отправить в Москву до 40 неприятельских пушкарей, с их снарядом и с знатным чиновником Суходольским. По приказу Государя на Пронском городище поставил городок и оставлен там воеводой (1535). Отправлен послом в Крымское ханство (1538-1542), где был захвачен (1541) ханом Сахибом I Гиреем и находился в плену (до 1542), когда заплатил выкуп в 500 рублей.
Единственного сын — князь Кашин-Оболенский, Иван Александрович Копыря.